# 羅維峰
44°51′49″N 6°15′29″E / 44.86361°N 6.25806°E

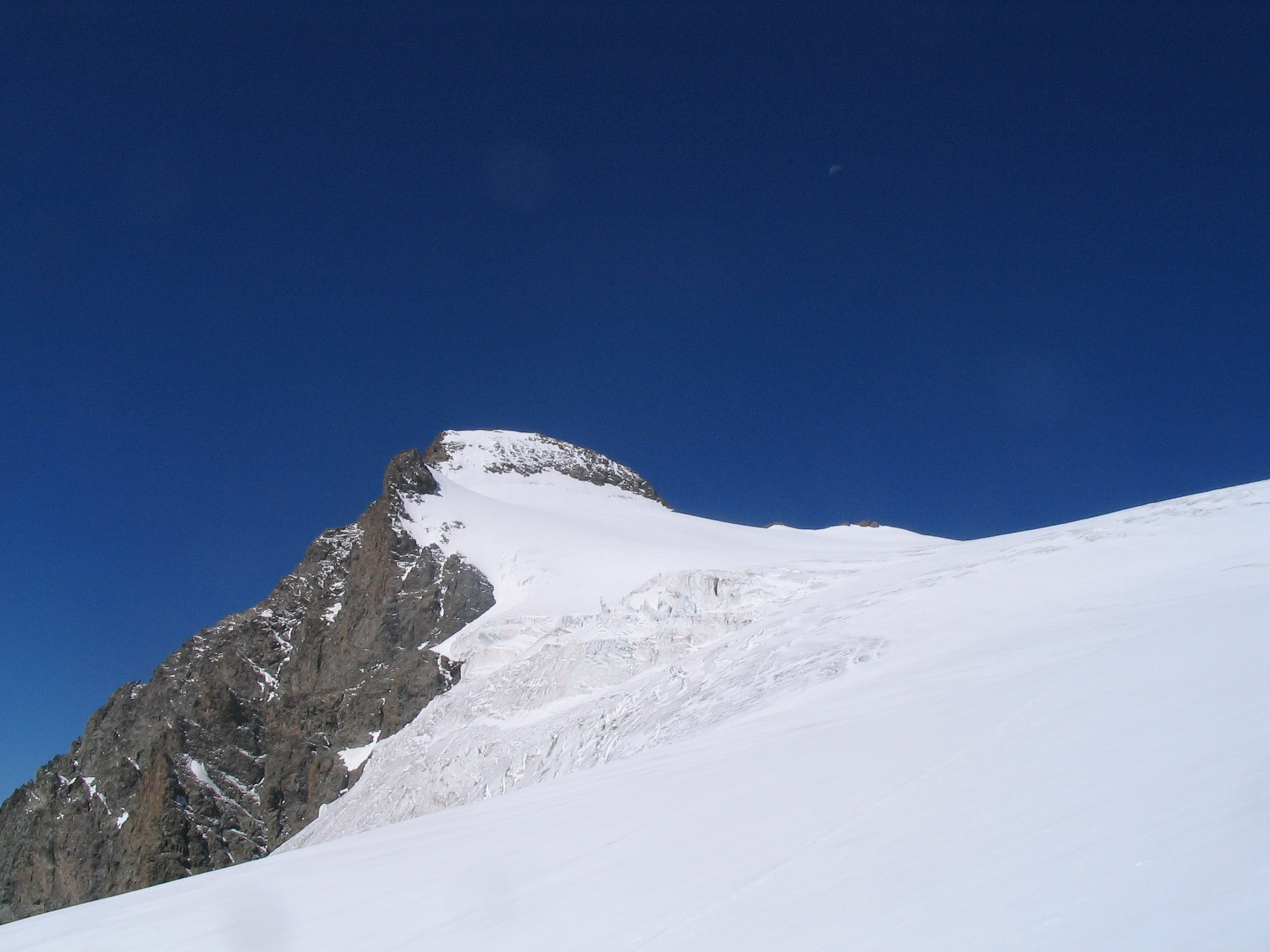

羅維峰（法語：Les Rouies），是法國的山峰，位於該國東南部，由上阿爾卑斯省負責管轄，屬於多芬阿爾卑斯山脈中埃克蘭山的一部分，海拔高度3,589米，每年平均降雨量1,410毫米。